# Hélène Rioux
Pour les articles homonymes, voir Hélène Rioux (homonymie) et Rioux.
Œuvres principales
- Les Miroirs d'Éléonore
- Mercredi au bout du monde''

Hélène Rioux est une romancière, nouvelliste et traductrice québécoise, née le 12 janvier 1949 à Montréal.

## Biographie
Après l'obtention d'un diplôme en Lettres du Cégep du Vieux Montréal, elle étudie le russe à l'Université de Montréal de 1973 à 1975.
Elle a publié des nouvelles dans différents périodiques, dont XYZ, Moebius, Arcade et Possibles. Elle est responsable de la chronique littéraire du Journal d'Outremont.
Ses romans les plus connus demeurent Les Miroirs d'Éléonore (1990) qui lui vaut d'être finaliste au prix du Gouverneur général 1991, dans la catégorie romans et nouvelles de langue française, et Mercredi soir au Bout du monde (2007), roman lauréat du Prix France-Québec 2007 et du Prix Ringuet 2008.
Également traductrice, elle signe le texte français de romans canadiens de langue anglaise, dont La Pivoine de jade (The Jade Peony) de Wayson Choy, Le Tatouage (The Tatoo) de Pan Bouyoucas, Certitudes (Certainty) de Madeleine Thien et Self de Yann Martel, traduction finaliste au Prix du Gouverneur général 1998, dans la catégorie traduction de l'anglais vers le français.

## Œuvres

### Romans
- Une histoire gitane, Montréal (Québec), Canada, Québec/Amérique, 1982, 122 p. (ISBN 2-89037-134-4)
- Les Miroirs d'Éléonore, Montréal (Québec), Canada, Les Éditions Lacombe, 1990, 178 p. (ISBN 978-2-89085-036-1)
- Chambre avec baignoire, Montréal, (Québec), Canada, Les Éditions XYZ, coll. « Romanichels poche », 2000, 304 p. (ISBN 978-2-89261-300-1)
- Traductrice de sentiments, Montréal, (Québec), Canada, Les Éditions XYZ, coll. « Romanichels », 1996 (réimpr. 2008), 223 p. (ISBN 978-2-89261-144-1 et 978-2-89261-526-5)
- Le Cimetière des éléphants, Montréal, (Québec), Canada, Les Éditions XYZ, coll. « Romanichels », 1998 (réimpr. 2004), 192 p. (ISBN 978-2-89261-236-3 et 978-2-89261-391-9)
- Mercredi soir au Bout du monde, Montréal, (Québec), Canada, Les Éditions XYZ, coll. « Romanichels », 2007, 232 p. (ISBN 978-2-89261-491-6)Prix Ringuet 2008
- Âmes en peine au paradis perdu. : Fragments du monde II, Montréal, (Québec), Canada, Les Éditions XYZ, coll. « Romanichels », 2009, 284 p. (ISBN 978-2-89261-562-3)
- Nuits blanches et jours de gloire : solstice d'été : Fragments du monde III, Montréal, (Québec), Canada, Les Éditions XYZ, coll. « Romanichels », 2011, 239 p. (ISBN 978-2-89261-674-3, OCLC 937843594)
- L'Amour des hommes, Montréal, (Québec), Canada, Lévesque éditeur, coll. « Réverbération », 2015, 388 p. (ISBN 978-2-924186-32-9)

### Récit
- Dialogues intimes, Montréal, (Québec), Canada, Les Éditions XYZ, coll. « Étoiles variables », 2002, 88 p. (ISBN 978-2-89261-348-3)

### Recueils de nouvelles
- L'Homme de Hong Kong, Montréal, (Québec), Canada, Les Éditions Québec Amérique, coll. « Littérature d'Amérique », 1986, 130 p. (ISBN 978-2-89037-296-2)
- Pense à mon rendez-vous, Montréal, (Québec), Canada, Les Éditions XYZ, coll. « Romanichels poche », 2008, 120 p. (ISBN 978-2-89261-520-3)

### Poésie
- Suite pour un visage  (ill. Michel Alain), Montréal (Québec), Canada, ill. Michel Alain, Éditions de L'Hexagone, 1970, 3 planches, n.p. [28]
- Finitudes, Montréal (Québec), Canada, Éditions d'Orphée, 1972, 63 p.

### Autres publications
- Yes monsieur, Montréal (Québec), Canada, Les Éditions La Presse, 1973, 134 p. (ISBN 978-0-7777-0047-1)
- J'elle, Montréal (Québec), Canada, Les Éditions Stanké, 1979, 147 p. (ISBN 978-0-88566-121-3)

## Honneurs
- 1986 - 3e prix au Concours de nouvelles de Radio-Canada
- 1990 - Finaliste au Prix littéraires du Journal de Montréal, Les Miroirs d'Éléonore
- 1991 - Finaliste au Prix du Gouverneur général : romans et nouvelles de langue française, Les Miroirs d'Éléonore
- 1992 - Prix littéraires du Journal de Montréal, Chambre avec baignoire
- 1993 - Prix de la Société des écrivains canadiens
- 1994 - Finaliste au Prix du Gouverneur général : romans et nouvelles de langue française, Pense à mon rendez-vous
- 1998 - Finaliste au Prix du Gouverneur général : traduction de l'anglais vers le français, Self
- 2007 - Prix France-Québec, Mercredi au Bout du monde
- 2008 - Prix Ringuet, Mercredi au Bout du monde